# Galerie (Flensburg)

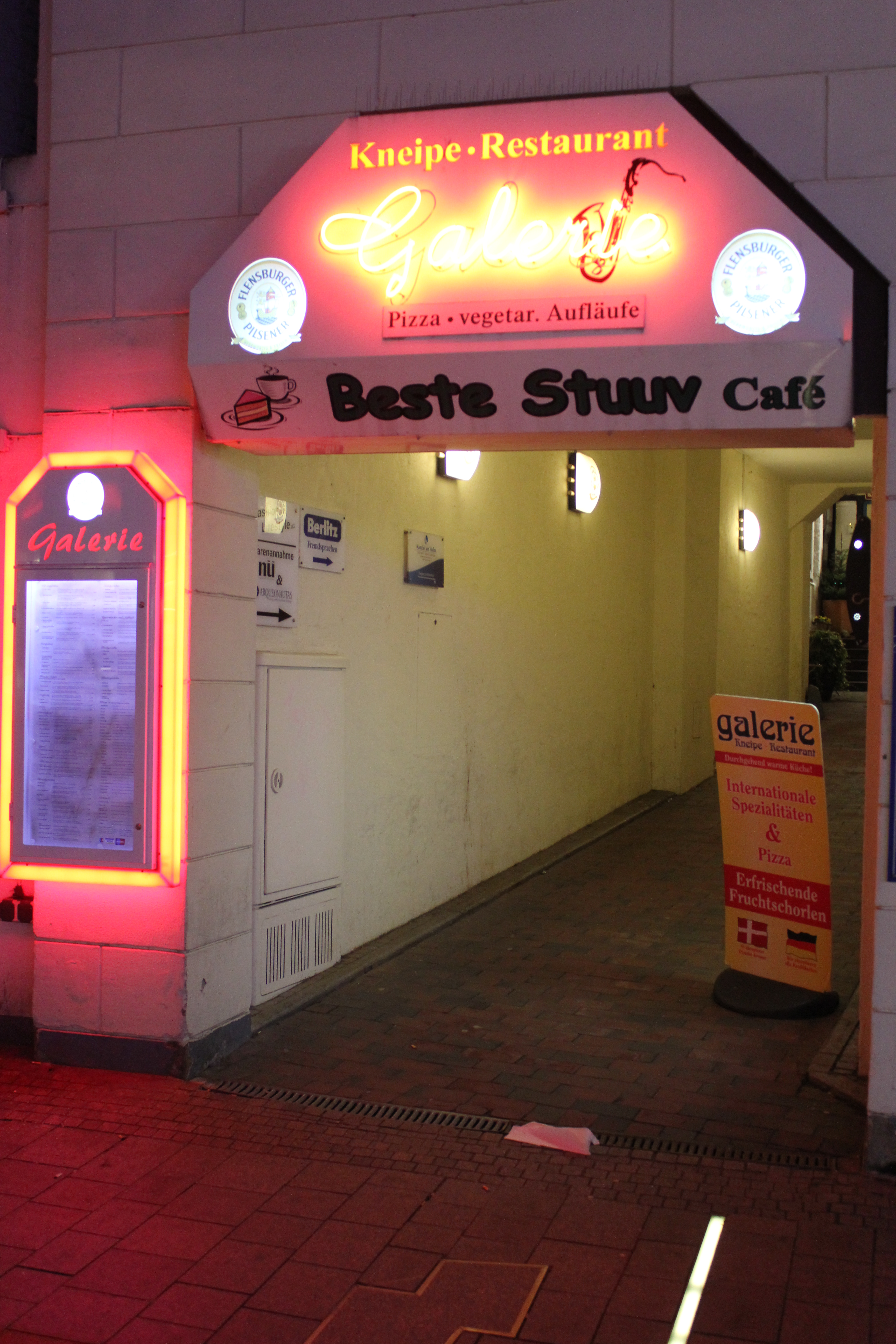
Zugang vom Holm 66 zum Hof der Galerie (Flensburg)

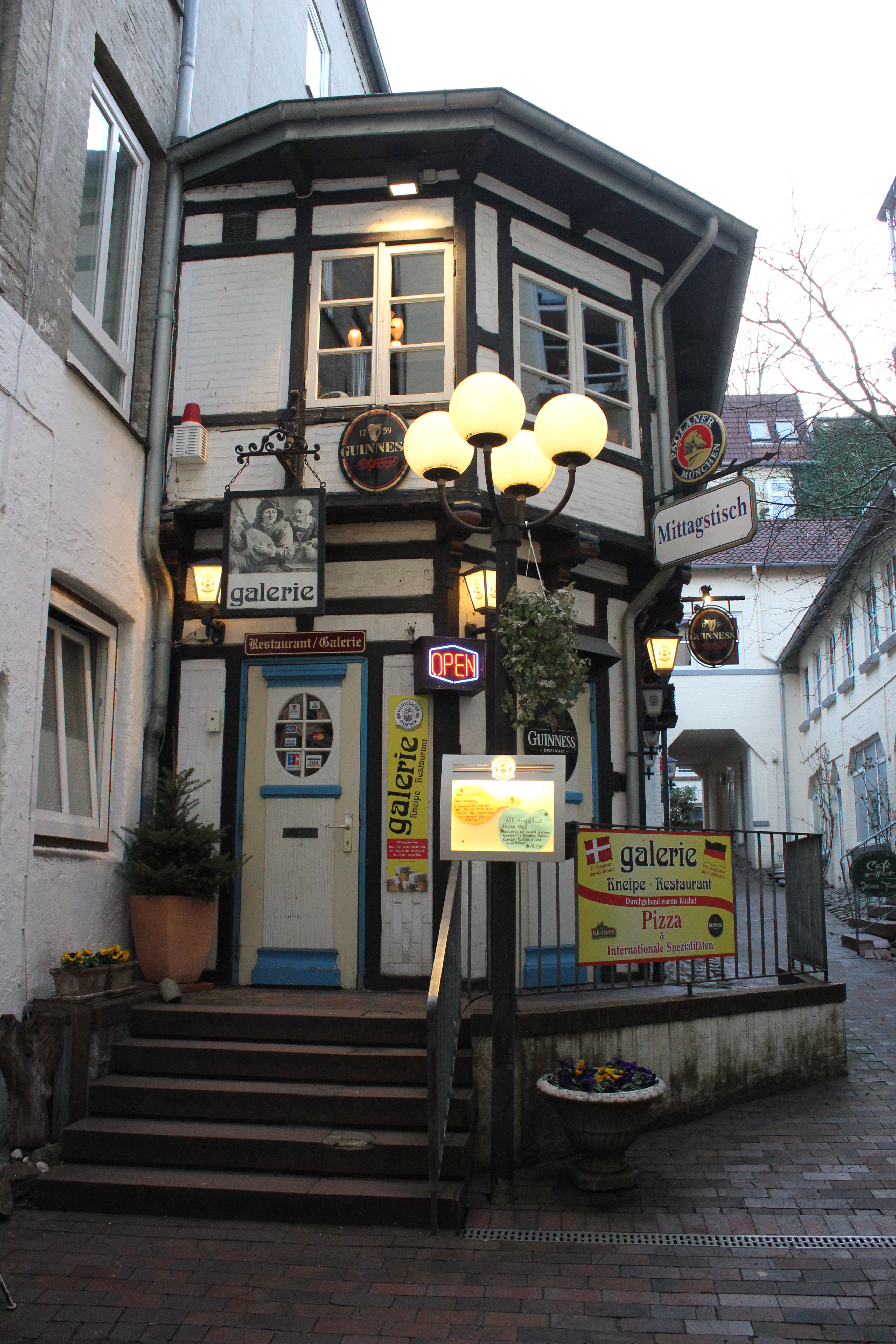
Die Galerie im kleinen Hof

Die Galerie beziehungsweise Musikkneipe Galerie ist eine 1974 eröffnete Kneipe in einem denkmalgeschützten Hinterhof der Flensburger Fußgängerzone. 
Das Fachwerkhaus auf dem Holm 66 diente ab 1743 als Posthalterei und wurde später als Klempnerei und Teestube genutzt. Eine Schanklizenz von der Stadt Flensburg bekam der erste Kneipenbesitzer Peter Küster am 13. Juni 1974, der die Schankwirtschaft nach dem Galerie Night Club, seiner Lieblingsbar in New Orleans, benannte. Ab 1975 prägte Michael Reinhardt für die nächsten 23 Jahre das künstlerische Profil. Er war es, der durch seine Verbindungen der Kleinkunstbühne zur internationalen Bekanntheit verhalf. Vor allem Mitte der 1970er bis in die 1990er Jahre war die heute eher als Restaurant geführte Gaststätte „eine international bekannte Musikkneipe“, in der Folkmusik, Rock ’n’ Roll und Jazz gespielt sowie politisches Kabarett, Theater und Dichterlesungen vorgeführt wurden. Eine 1982 aus der Taufe gehobene Veranstaltung, die Flensburger Abende, organisiert vom Verein zur Förderung der Kleinkunst, bot eine Bühne für Kleinkünstler und Nachwuchsmusiker und würdigte die Talente mit dem 500 DM (später 1000 DM) dotierten Flensburger Kleinkunstpreis.
Zu den bekanntesten Künstlern und Bands, die in der Galerie live auftraten, zählen unter anderem  Ingo Appelt (1993), Wolf Biermann (1986 mit Daniel Viglietti sowie 1988, 1990, 1992 und 1994), Ian Cussick (1993), Georg Danzer (1987, 1993), Franz Josef Degenhardt (1986, 1989, 1990, 1993), Donovan (1987), Johnny and the Hurricanes (1987), Dieter Hildebrandt (1987), Georg Kreisler (1987), Heinz Rudolf Kunze (1989), Nina (1988) und Eva-Maria Hagen (1986, 1988, 1990), Christy Moore (1991), Erika Pluhar, Inga Rumpf (1994), Hans Scheibner (1988, 1994), The Searchers (1989), Herman van Veen und Hannes Wader (1989, 1990).